# ریدگسید (تنسی)
ریدگسید(به انگلیسی: Ridgeside) شهری در ایالت تنسی کشور ایالات متحده آمریکا است که جمعیت آن در سرشماری سال ۲۰۱۰ میلادی، ۳۹۰ نفر بوده‌است.